# بحران اقلیمی

اهداف جهانی مندرج در توافق پاریس نیازمند تغییرات شدید است.

بحران آب‌وهوایی یا بحران اقلیمی (به انگلیسی: Climate crisis)، اصطلاحی است که گرمایش جهانی و تغییر اقلیم و تأثیر آنها را توصیف می‌کند. اصطلاح جایگزین اضطرار آب و هوایی برای توصیف تهدید گرمایش جهانی برای بشریت (و سیاره آنها) و برای اصرار به به‌سازی تغییرهای آب و هوایی استفاده شده‌است. اصطلاح اضطرار آب و هوا برای تأکید بر تهدید گرمایش جهانی برای محیط طبیعی زمین و انسان و به منظور تاکید بر کاهش تهاجمی و سازگارانه تغییرات آب و هوایی استفاده شده است. در مجله علمی BioScience، مقاله‌ای در ژانویه ۲۰۲۰، که توسط بیش از ۱۱۰۰۰ دانشمند در سراسر جهان تأیید شد، بیان کرد که «بحران آب و هوا فرا رسیده‌است» و «افزایش گسترده مقیاس در تلاش‌ها برای حفاظت از زیست‌کره ما برای جلوگیری از رنج‌های بیش از اندازه برخاسته از «بحران آب و هوا» نیاز است.
برخی معتقدند که اصطلاح بحران اقلیمی تهدیدهایی را تداعی میکند که کره زمین با انتشار مداوم گازهای گلخانه‌ای با آن مواجه است و این خود می‌تواند به اراده سیاسی در حمایت از اقلیم کمک کند. همانطور که گرمایش جهانی مشارکت عاطفی و حمایت بیشتری را تاکنون برای اقدام نسبت به تغییرات اقلیمی برانگیخته است، تغییرات اقلیمی به عنوان بحران نیز می‌تواند تأثیر حتی قوی‌تری را در پی داشته باشد.

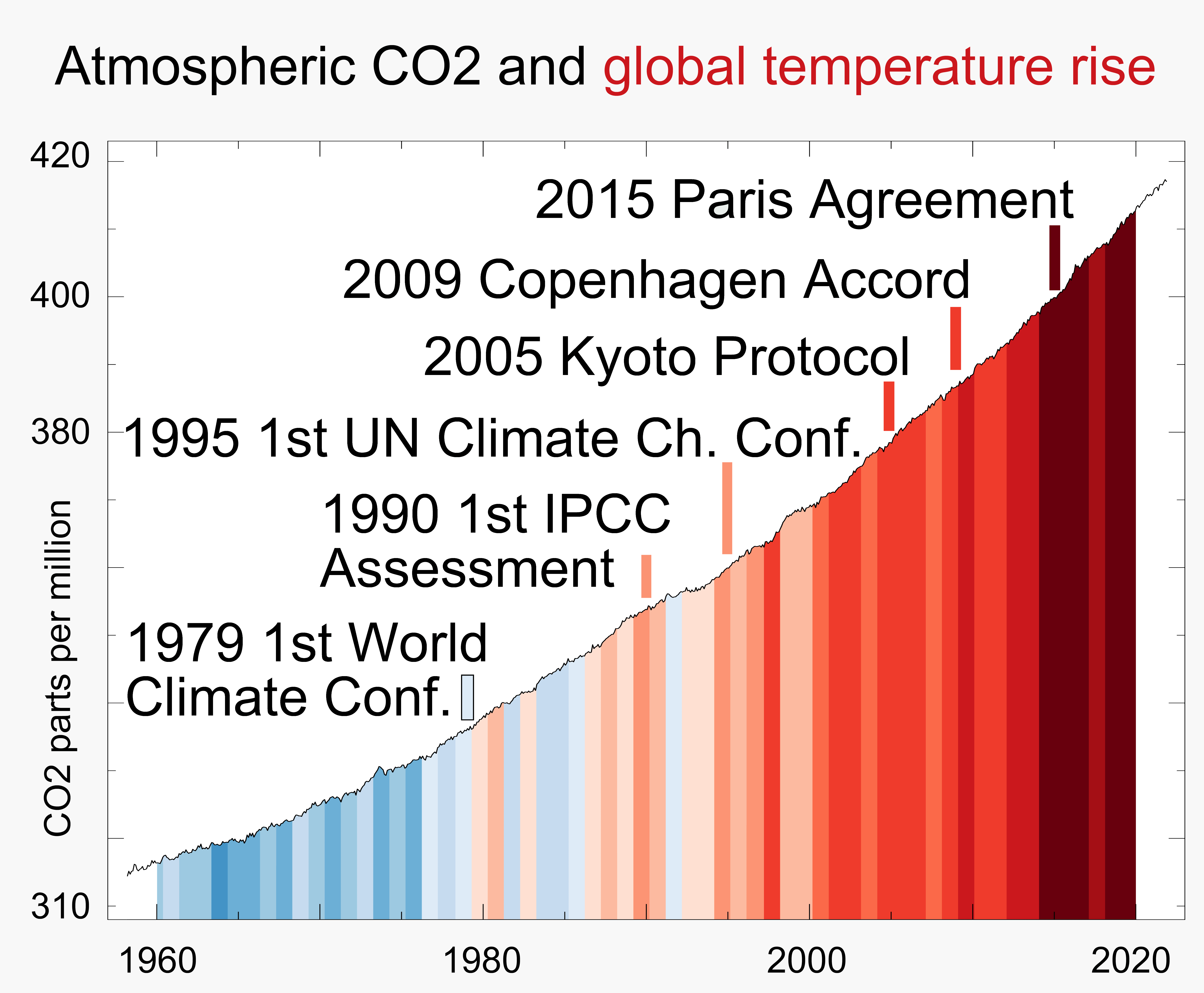
روندها در اتمسفر و تغییر دمای جهانی و سیاست‌های آب و هوا